# Hedda Strand Gardsjord
Hedda Strand Gardsjord, född 28 juni 1982, är en norsk fotbollsspelare som spelar i Røa Dynamite Girls. Hon debuterade i landslaget i januari 2009 i en träningslandskamp mot Sverige. Hon har spelat 22 landskamper (2011). Hon deltog i EM 2009 och i VM 2011.

## Meriter
- Ligamästare med Røa 2007, 2008 och 2009
- Cupmästare med Røa 2004, 2006, 2008, 2009 och 2010